# Henry Cullen Adams
Henry Cullen Adams (28 de noviembre de 1850, Verona, Nueva York - 9 de julio de 1906, Chicago) fue un granjero estadounidense, funcionario, y miembro del Congreso de los EE. UU. por Wisconsin. Su mayor contribución fue su ayuda a las normativas alimentario puras.
Adams creció en una granja en Wisconsin meridional. Fue a la universidad de Wisconsin-Madison, pero se retiró por razones de la salud antes de obtener su título. Después de casarse con Anne Burkley Norton en 1878, estableció una lechería y una granja productora de fruta y sirvió como presidente de instituciones locales. Fue elegido en la asamblea estatal de Wisconsin en 1883 y sirvió hasta 1887, cuando se convirtió en miembro del Consejo de agricultura de Wisconsin (1887-95). Fue superintendente de Wisconsin de Asuntos Públicos(1889-91) y de alimento y de la comisión de la lechería (1898-1902). En 1902, eligieron a Adams a la cámara de Estados Unidos de representantes del 2.º distrito de Wisconsin. Fue un republicano. Impulsó la Ley de Inspección de la carne y la Ley de Comida y alimentos puros. Murió de enfermedad intestinal en 1905 en Chicago, mientras que en el camino de Washington a su hogar en Wisconsin. Fue enterrado en Madison, Wisconsin.
- Datos: Q1606644
- Multimedia: Henry Cullen Adams / Q1606644